# Ólger Pérez Quintero
Ólger Antonio Pérez Quintero (San Calixto, Norte de Santander, Colombia, 31 de marzo de 1965) es un líder social y defensor de Derechos Humanos de la región del Catatumbo. En 1985 ingresó al partido Unión Patriótica. Fue alcalde de su municipio (1987-1988), personero, docente, candidato a la alcaldía (1988) y candidato al Concejo de San Calixto (2019). Él y su familia han sido objeto de atentados y asesinatos, secuestros y desapariciones.

## Biografía
De origen campesino, a los 10 años ya acompañaba a su padre a actividades comunitarias. En 1984 recibió el título de bachiller. En 1987 ingresó al entonces recién creado partido político Unión Patriótica.
En 1987 participó en el paro del nororiente en el que se movilizaron más de 10 mil campesinos hacia el municipio de Ocaña para exigir al gobierno nacional inversión para la región del Catatumbo.
En 1988 el gobernador de Norte de Santander lo nombró por decreto alcalde de San Calixto. Cuando ocupaba este cargo, uno de sus tíos, Cayetano Bayona, fotógrafo del pueblo, fue asesinado por la guerrilla Ejército Popular de Liberación (EPL). El hijo de dos años de Bayona, sobrino de Pérez Quintero, resultó herido.
El Concejo de San Calixto lo nombró personero municipal y luego se dedicó a la docencia. En 1998, se postuló como candidato a la alcaldía su  pueblo, su campaña electoral fue hostigada por grupos paramilitares y del EPL. El día de las elecciones las urnas fueron quemadas y sus votos se perdieron.
Durante cinco meses fue director de la Casa de la Cultura de Ocaña. Tras amenazas en su contra por denunciar a militares ligados con paramilitares, se exilió en España. Tiempo después regresó a Colombia a seguir con su labor social.
En 2019, Ólger Antonio Pérez Quintero cantó su experiencia como líder social en riesgo  al ser invitado por el YouTuber colombiano Daniel Samper Ospina,  a participar de un vídeo y  cantar a ritmo de reguetón, junto con otros líderes sociales de varias regiones, en el marco de la campaña #UnLíderSeTomaMiLugar.

## Luchas sociales
Después del asesinato de su tío, entró de lleno al liderazgo social. En 2008 ingresó a la Asociación Campesina del Catatumbo (Ascamcat) orientando su trabajo en la defensa de los  Derechos Humanos de los campesinos. En 2013 participó del paro campesino del Catatumbo que duró 53 días y en el que fueron asesinados cuatro campesinos. Forma parte del Consejo departamental de Paz, Consejo territorial de Garantías.
Pérez Quintero en sus inicios participó en las reuniones de la Junta de Acción Comunal, con quienes buscaba el arreglo de caminos y de las sedes educativas rurales. En los años ochenta, período de agitaciones sociales y agrarias, tomó parte activamente en la movilización campesina en el denominado Paro Cívico Nororiental, donde ejerció liderazgo entre el 7 y el 13 de junio con al menos 35 mil manifestantes en Ocaña. Para ese tiempo ya se consolidaba activista social ligado al nuevo movimiento Unión Patriótica (UP).
Con los años fortaleció su trabajo con las comunidades vulnerables. En 2013 se  sumó al paro de campesinos del Catatumbo, iniciado el 12 de junio y concluido el 2 de agosto, donde ayudó en el tema logístico, sobre todo en transporte.
Actualmente Ólger Pérez Quintero integra la Asociación por la Unidad del Catatumbo, creada en el 2019. Desde allí rechaza las decisiones del gobierno sobre erradicación de cultivos de uso ilícito.
Durante su labor social ha cuestionado la militarización de la zona del Catatumbo como única presencia del Estado en esa región y la falta de inversión social en salud, educación y servicios básicos.  Liderando movilizaciones campesinas se ha acercado a los medios de comunicación para visualizar las afectaciones del conflicto en esa parte de Colombia.
Pérez Quintero denunció ante las autoridades a algunos miembros del ejército, a quienes señaló haber permitido el ingreso de los paramilitares a San Calixto, lo que hizo que aumentaran las amenazas contra su vida.

## Atentados contra él y su familia
Ólger Antonio Pérez Quintero y su familia han sido objeto de varios atentados. El primero fue en 1988 en Ocaña, norte de Santander.
En 1999, su sobrino Richard Pérez, de 12 años de edad, fue desaparecido y hasta la fecha nada se sabe de su paradero. En el 2000, su hermano, Diosemel Pérez, fue asesinado por paramilitares en la ciudad de Ocaña. También en este municipio, en el 2001, dos primos suyos fueron interceptados por paramilitares quienes los torturaron y asesinaron.
Siendo director de la Casa de la Cultura de Ocaña fue secuestrado por paramilitares cuando iba para una finca en la vereda la Quina de San Calixto. En el 2006 fue objeto de otro atentado en el municipio risaraldense de Dosquebradas.
En 2018, fue asesinado su hermano Álvaro, cuando se desplazaba con su sobrino en una camioneta hacia Tibú.
El 16 de julio de 2018, Pérez Quintero se trasladaba de San Calixto hacia Ocaña para participar en un evento por la Paz del Catatumbo, la camioneta en la que se movilizaba fue atacada a bala por hombres armados en el sector de las Chircas. Volvió a salir ileso.
En octubre de 2015, desconocidos  hicieron disparos a la ventana del cuarto donde Quintero Pérez y su familia dormían.
En abril de 2019 denunció que soldados les dispararon a él y otros líderes sociales cuando se desplazaba de noche en moto por una vía del Catatumbo , luego de salir  de una reunión con líderes comunales de la zona norte de San Calixto.
Todos los hechos han sido denunciados ante la Fiscalía General de la Nación sin que hallan tenido avances .

## Denuncia ante la CIDH y exilio
Los casos de asesinato de familiares y atentados contra su vida llegaron a la Corte Interamericana de Derechos Humanos. El 21 de noviembre de 2002 el organismo le otorgó medidas cautelares.
Cuenta con esquema de protección de la Unidad Nacional de protección ( UNP). La situación de riesgo lo llevó a exiliarse durante un tiempo en España.